# Bohdánkov
Bohdánkov (německy Bohdanken) je malá vesnice, část obce Bílá v okrese Liberec. Nachází se asi dva kilometry severovýchodně od Bílé. Bohdánkov leží v katastrálním území Petrašovice.

## Historie
První písemná zmínka o vesnici pochází z roku 1548.

## Pamětihodnosti
- Kaplička na návsi
- Socha Panny Marie Immaculaty
- Venkovský dům čp. 2

## Galerie

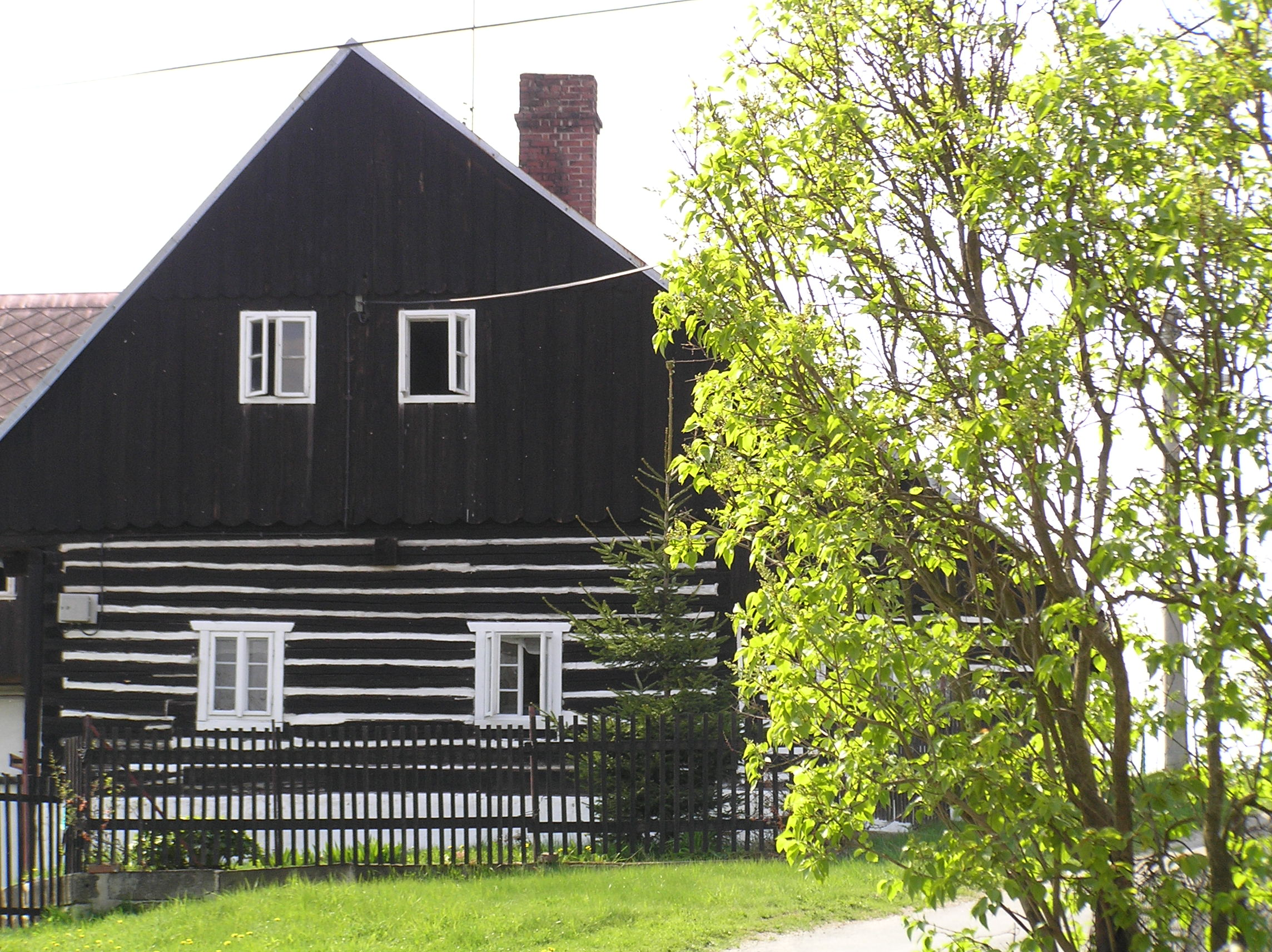
Dům čp. 6
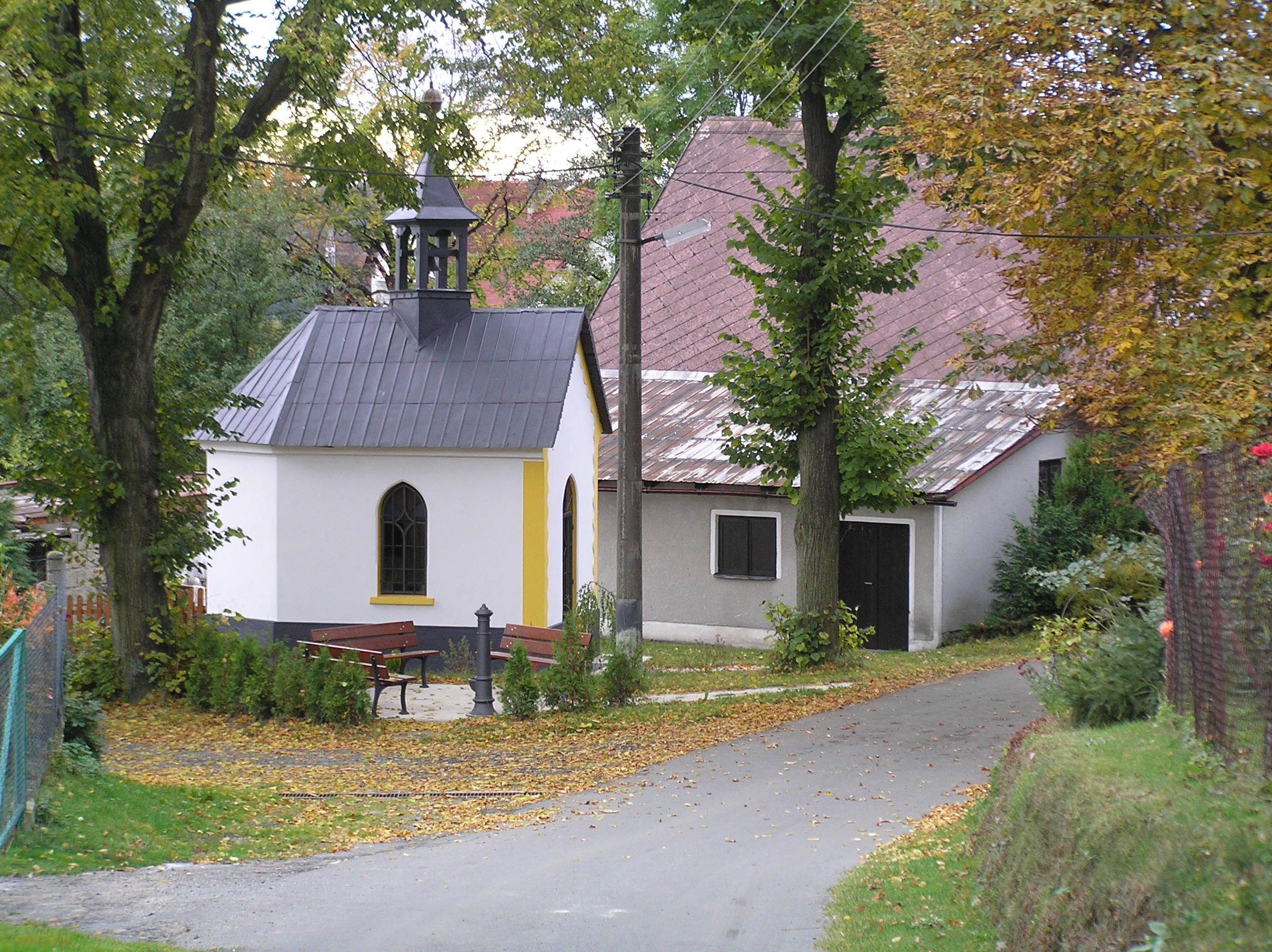
Kaplička
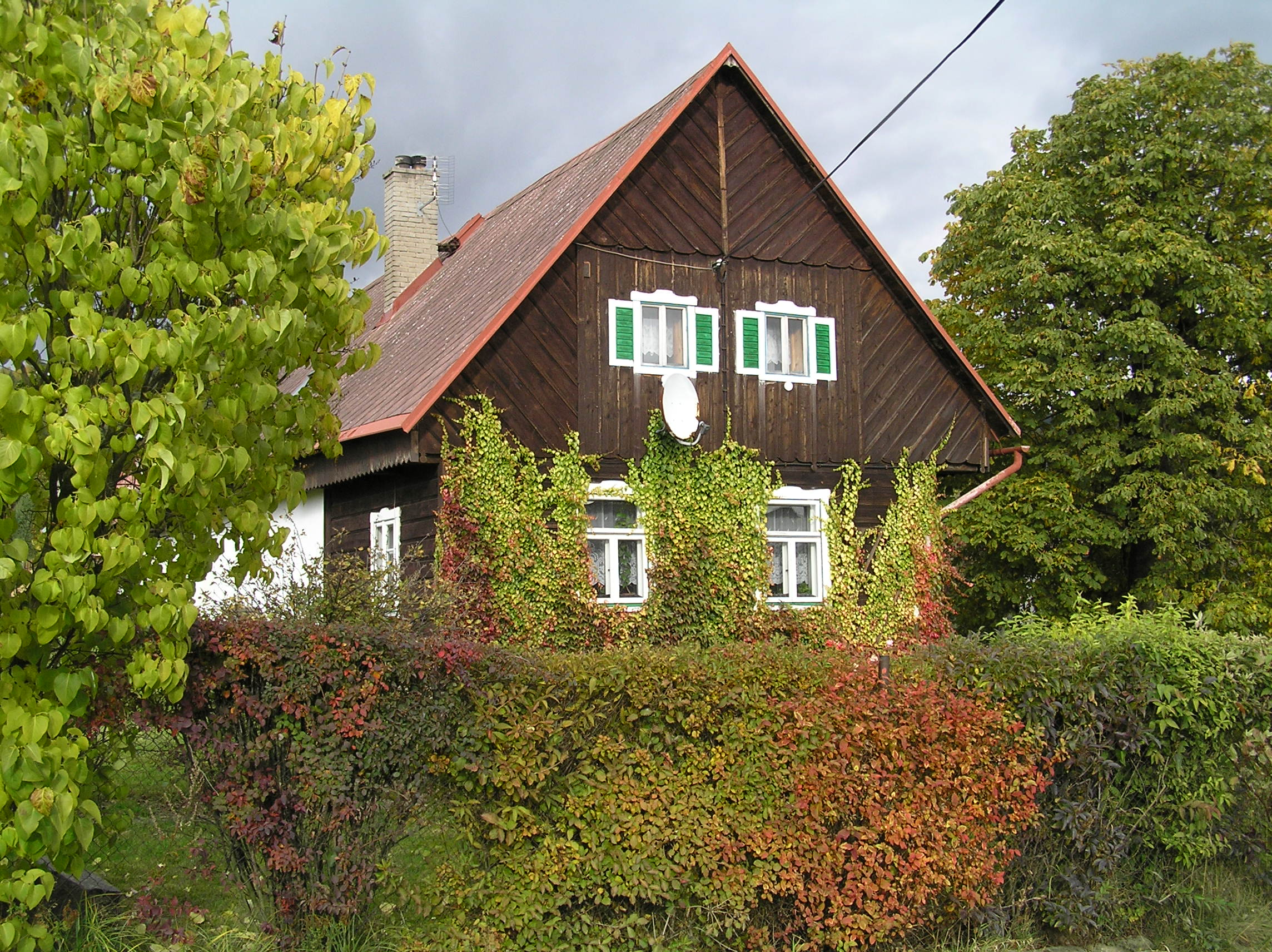
Dům čp. 5